# Exposición Volpini

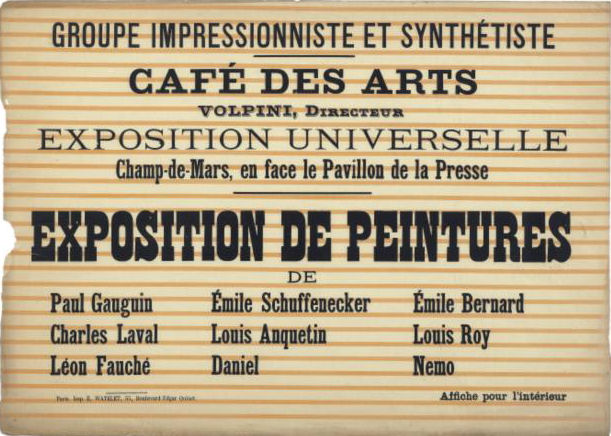
Cartel anunciando la exposición.

La Exposición Volpini fue una exposición de obras de pintores impresionistas organizada por Paul Gauguin y su entorno, que se desarrolló en el entorno del Café des Arts, en París, durante el verano del año 1889.

## Café des Arts (en españolCafé de las artes)

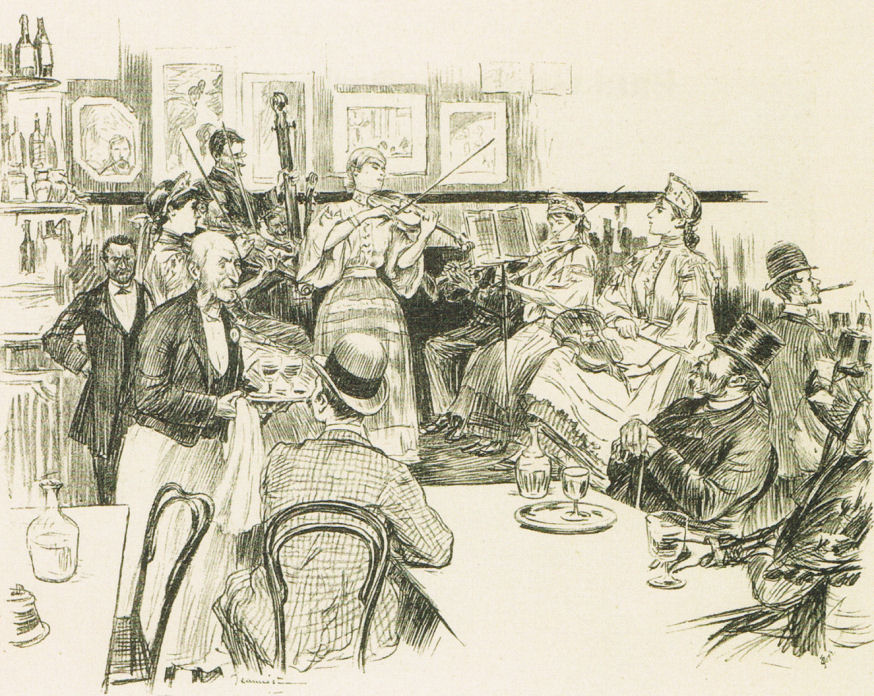
El Café Volpini durante la Exposición Universal;
autor: Pierre Georges Jeanniot.

La Exposición Volpini tuvo lugar en los altos del Café des Arts, lugar gerenciado por un tal Monsieur Volpini, quien justo estaba instalado en esa ubicación, al exterior de las puertas de la Exposición Universal de París de 1889.

## La Exposición Volpini
La mayoría de los pintores de avant-garde habían sido excluidos de las galerías de la Exposición Universal, y entonces Gauguin y algunos amigos pintores utilizaron los altos del Café des Arts, cuyo propietario, el señor Volpini, no encontraba ningún artista que aceptara exponer en su establecimiento.
A pesar de que Gauguin y sus compañeros editaron en forma de impreso un afiche y un catálogo ilustrado, esta exposición de pinturas impresionistas organizada por el « Groupe synthétiste » (Pinturas del Grupo Impresionista y Sintetista) fue muy poco visitada, finalmente resultando una verdadera catástrofe : « Rien vendu » (« ninguna venta ») fue el amargo resumen para los participantes. Este emprendimiento que posteriormente fue revalorizado, pasó a la historia con el nombre de « Exposición Volpini ».

## Paul Gauguin
Gauguin, que no tenía una residencia estable pues estaba en Pont-Aven en una pensión, se presentó en la dirección de Émile Schuffenecker (29 rue Boulard, París), donde pasó cierto tiempo.
La original selección de obras que hizo Gauguin para la exposición, datan de 1887 y 1888, con temas de Martinica, Bretaña y Arlés; en su mayoría eran paisajes y composiciones con niños. Probablemente quiso hacer una muestra no demasiado polémica para el gran público, en paralelo a los diez temas tratados en las zincografías, que fueron incluidas en la exposición como un álbum. Posteriormente, la selección se amplió a diecisiete pinturas.
| Catálogo                                         | Catálogo                        | Identificación                                                           |
| ------------------------------------------------ | ------------------------------- | ------------------------------------------------------------------------ |
| 1                                                | Premières fleures – Bretagne    | Primavera a Lézaven, 1888, colección privada                             |
| 2                                                | Les Mangos – Martinique         | Canasta de frutas, 1887, Museo Van Gogh, Ámsterdam                       |
| 3                                                | Conversación o Paseo – Bretagne | Mujeres bretonas paseando, 1888, Gliptoteca Ny Carlsberg, Copenhague     |
| 4                                                | Hiver – Bretagne                | Paisaje de Pont-Aven, Bretaña, 1888, Gliptoteca Ny Carlsberg, Copenhague |
| 5                                                | Presbiterio de Pont-Aven        | No identificado                                                          |
| - Núm. 1 - Núm. 2 - Núm. 3 - Núm. 4              |                                 |                                                                          |
| 6                                                | Ronde dans les foins            | Ronda de niñas bretonas, 1888, National Gallery of Art, Washington       |
| 7                                                | Paisaje de Arlés                | Paisaje de Arlés con arbustos, 1888, colección privada                   |
| 8                                                | Les Mas – Arles                 | Paisaje de Arlés o La masía de Arlés, 1888, Nationalmuseum, Estocolmo    |
| 9                                                | Pastel decorativo               | No identificado                                                          |
| 10                                               | Jeunes Lutteurs – Bretagne      | Jóvenes luchadores, 1888, colección privada                              |
| - Núm. 6 - Núm. 7 - Núm. 8 - Núm. 10             |                                 |                                                                          |
| 11                                               | Fantasie décorative – Pastel    | No identificado                                                          |
| 12                                               | Eve – Aquarelle                 | Eva bretona, 1889, McNay Art Museum, San Antonio, Texas                  |
| 13                                               | Misères humaines                | Miserias humanas, 1888, Ordrupgaard, Copenhague                          |
| 14                                               | Dans les vagues                 | En las olas, 1889, The Cleveland Museum of Art                           |
| - Núm. 12 - Núm. 13 - Núm. 14                    |                                 |                                                                          |
| 15                                               | Le modèle – Bretagne            | No identificado                                                          |
| 16                                               | Café de Nuit – Arle             | Café de noche en Arlés, 1888, Museu Puixkin, Moscú                       |
| 17                                               | Paysage – Pont-Aven             | La porqueriza, Bretaña, 1888, Los Angeles County Museum of Art           |
| 18                                               | Álbum de litografías (cubierta) | Suite Volpini, 1889                                                      |
| - Núm. 16 - Núm. 17 - Núm. 18 Cubierta del álbum |                                 |                                                                          |

## Artistas participantes

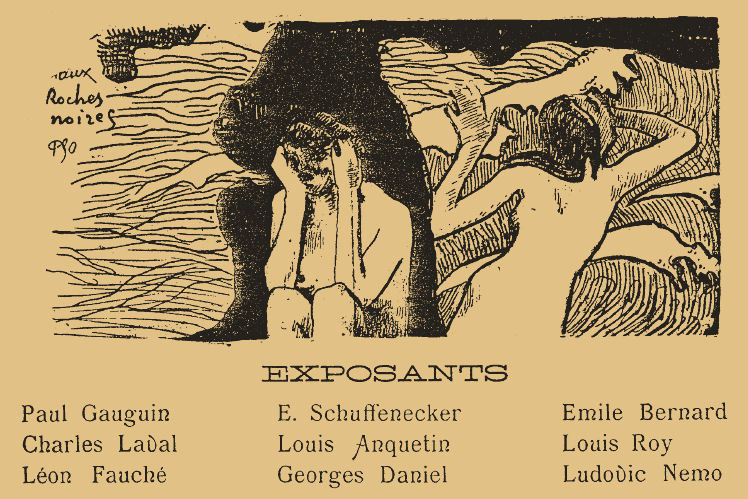
Paul Gauguin, Roches Noires, 1889, frontispice del Catálogo de la Exposición de Pinturas del Grupo Impresionista y Sintetista.

- Paul Gauguin - 17 obras, y entre ellas 11 zincografías[7]
- Charles Laval - 10 obras
- Léon Fauché - 5 obras
- Émile Schuffenecker - 20 obras
- Louis Anquetin - 7 obras
- George-Daniel de Monfreid - 3 obras (bajo el nombre de Georges Daniel)
- Émile Bernard - 25 obras (dos de ellas presentadas bajo el seudónimo de Ludovic Nemo)
- Louis Roy - 7 obras
- Ludovic Nemo - 2 obras